# Elezioni regionali in Italia del 1988
Le elezioni regionali italiane del 1988 coinvolsero le tre regioni autonome del Nord. Queste elezioni seguirono dunque quelle del 1983.
Riguardando solo regioni a statuto speciale, con forti minoranze etniche, queste elezioni ebbero valenza strettamente locale.

## Elenco
- Elezioni regionali in Valle d'Aosta del 1988, 26 giugno
- Elezioni regionali in Trentino-Alto Adige del 1988, 20 novembre
- Elezioni regionali in Friuli-Venezia Giulia del 1988, 26 giugno

## Risultati
| Regioni                         | Partiti | Partiti | Partiti | Partiti | Partiti | Partiti | Partiti | Partiti | Partiti | Partiti | Partiti | Partiti | Partiti | Partiti | Partiti | Partiti | Partiti | Partiti | Partiti | Partiti | Partiti | Partiti | Partiti   | Partiti   | Partiti | Partiti |
| Regioni                         | %       | s.      | %       | s.      | %       | s.      | %       | s.      | %       | s.      | %       | s.      | %       | s.      | %       | s.      | %       | s.      | %       | s.      | %       | s.      | %         | s.        | %       | s.      |
| ------------------------------- | ------- | ------- | ------- | ------- | ------- | ------- | ------- | ------- | ------- | ------- | ------- | ------- | ------- | ------- | ------- | ------- | ------- | ------- | ------- | ------- | ------- | ------- | --------- | --------- | ------- | ------- |
| Regioni                         |         |         |         |         |         |         |         |         |         |         |         |         |         |         |         |         |         |         |         |         |         |         |           |           |         |         |
| Regioni                         | DC      | DC      | SVP     | SVP     | PSI     | PSI     | PCI     | PCI     | UV      | UV      | MSI-DN  | MSI-DN  | Verdi   | Verdi   | PSDI    | PSDI    | PRI     | PRI     | DP      | DP      | PLI     | PLI     | Regionali | Regionali | Altri   | Altri   |
| Valle d'Aosta 26 giugno         | 19,4    | 7       |         |         | 8,3     | 3       | 13,9    | 5       | 34,2    | 12      | 1,8     | 1       | 0,9     | -       | 1,6     | -       | 2,2     | 1       | 2,5     | 1       | 1,6     | -       | 11,0      | 4         | 2,6     | 1       |
| Friuli-Venezia Giulia 26 giugno | 37,2    | 24      | 17,7    | 12      | 17,6    | 11      |         |         | 5,5     | 3       | 3,9     | 2       | 4,0     | 2       | 2,6     | 1       | 1,3     | 1       | 1,6     | 1       | 6,0     | 4       | 0,5       | -         |         |         |
| Trentino-Alto Adige 20 novembre | 27,0    | 20      | 30,4    | 22      | 8,3     | 5       | 5,7     | 4       | 6,5     | 5       | 7,1     | 5       | 1,0     | 1       | 2,5     | 1       | 1,3     | 1       | 0,9     | 1       | 7,8     | 5       | 1,4       | -         |         |         |

Fonte:  Antonio Agosta, Elezioni in Italia, in Quaderni dell'osservatorio elettorale toscano, n. 21, luglio 1988,  p. 202.;  Aldo Di Virgilio, Elezioni in Italia, in Quaderni dell'osservatorio elettorale toscano, n. 30, luglio 1993,  p. 190.;  IX Legislatura, su consiglio.vda.it, Consiglio regionale della Valle d'Aosta. e  Elezioni del Consiglio regionale (PDF), su region.trentino-s-tirol.it,  p. 50.